# Europäisches Gleithörnchen
Das Europäische Gleit- oder Flughörnchen (Pteromys volans) ist eine Art der Gleithörnchen. Bekannt ist es auch als „Gewöhnliches“ Gleithörnchen, oder seltener aus dem Französischen und Englischen „Sibirisches Gleithörnchen“.

## Merkmale

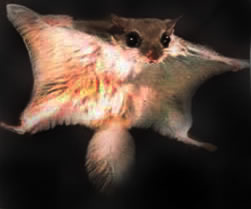
Gleithörnchen mit gespannten Flughäuten in Estland.

Das Europäische Gleithörnchen ist etwas kleiner als das Eichhörnchen, es erreicht mit einer Kopf-Rumpf-Länge von 14 bis 20 Zentimetern und einer Schwanzlänge von 9 bis 14 Zentimetern nur etwa die Größe eines Siebenschläfers. Ausgewachsene Gleithörnchen wiegen zwischen 90 und 170 Gramm. Das Fell ist an der Oberseite gelbgrau, an der Unterseite weiß. Der Schwanz ist buschig und ähnlich gefärbt wie das Rückenfell. Die Ohren sind kurz, ihnen fehlt der charakteristische Haarbüschel, der den Eichhörnchen eigen ist. Gleithörnchen haben große, an das nachtaktive Leben angepasste Augen. Eine dicht behaarte Flughaut zieht sich von der Handwurzel bis zum Fußgelenk. Bei sitzenden Tieren ist diese jedoch kaum zu erkennen.

## Verbreitung und Lebensraum

Verbreitungsgebiet des Europäischen Gleithörnchens

Der Name „Europäisches Gleithörnchen“ ist insofern unpassend, als das Verbreitungsgebiet zu seinem allergrößten Teil in Asien liegt. Die einzigen europäischen Länder, in denen Gleithörnchen leben, sind Finnland, Estland, Lettland, Belarus und der Norden Russlands. Von hier reicht das Verbreitungsgebiet über die sibirische Taiga bis in die Mandschurei und nach Korea. Auch auf den Inseln Sachalin und Hokkaidō ist es verbreitet, wird aber auf den anderen japanischen Inseln vom Japanischen Gleithörnchen abgelöst.
Die Tiere sind vor allem in Mischwäldern mit Birken, Erlen und verschiedenen Nadelgehölzen anzutreffen.

## Lebensweise

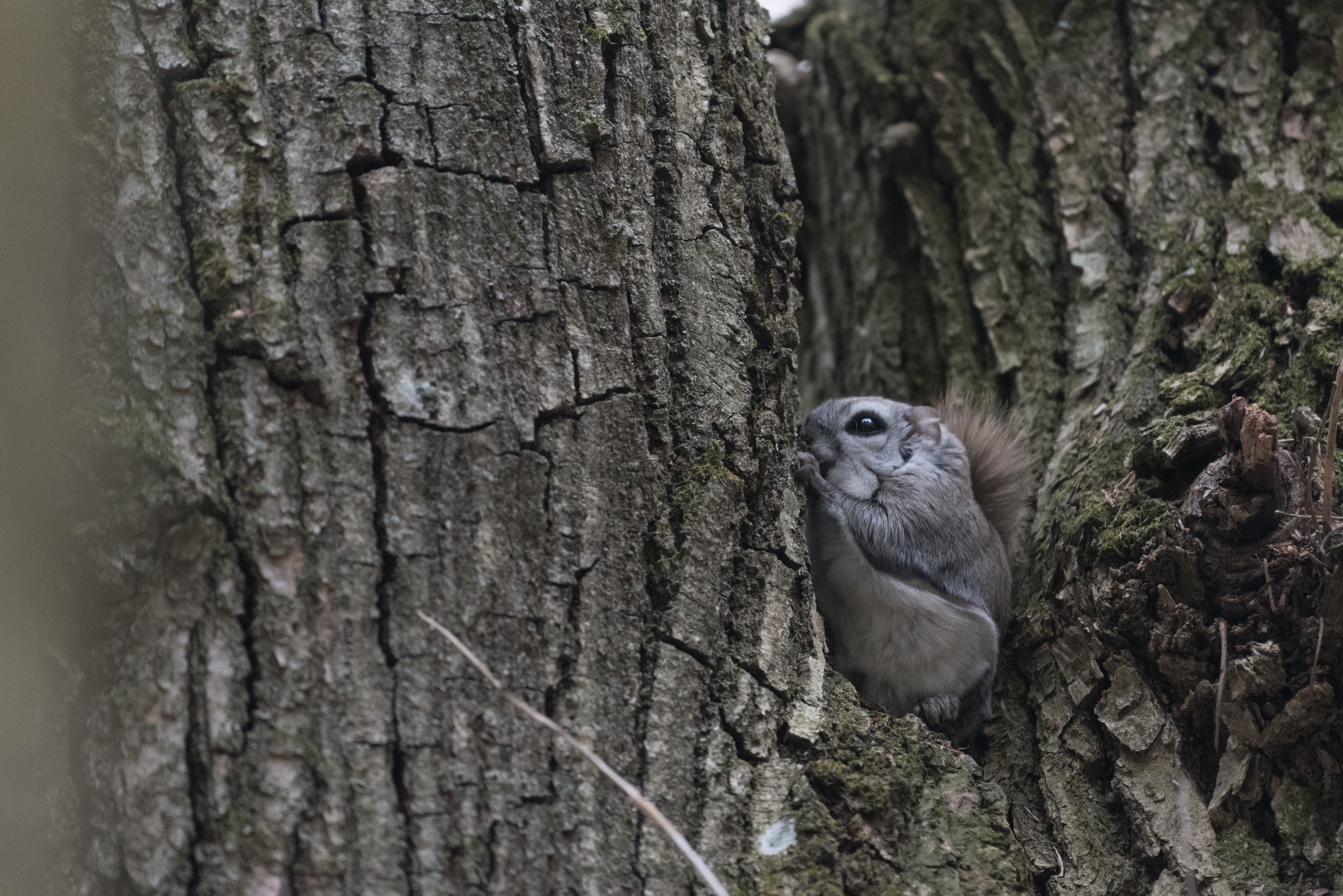
Gleithörnchen in einem Mischwald in der Oblast Kaluga, nahe der Stadt Borowsk.

Die Flughaut ermöglicht es den Tieren, bis zu 80 Meter weite Strecken durch die Luft zu gleiten. Sie wird durch einen schwertförmigen Knorpel gespannt, der von der Handwurzel ausgeht. Gleithörnchen können den Flug mit Hilfe des Schwanzes und der Beine sowohl nach oben und unten als auch horizontal steuern. Beim Landen bremst die Flughaut die Geschwindigkeit ab. Sie legen sich in Baumhöhlen ein kugelförmiges Nest aus Flechten und Moosen an, in dem sie tagsüber schlafen. Teilweise findet man die Nester auch in Nistkästen. Das Gleithörnchen benutzt aber auch vom Eichhörnchen verlassene Kobel. Nachts gehen die Gleithörnchen dann auf Nahrungssuche. Es ernährt sich von verschiedenen Blättern, Blüten, Beeren, Nüssen, Knospen und Samen, hinzu kommt gelegentlich tierische Nahrung wie Vogeleier, Nestlinge und Kleinsäugerjunge. Wenn im Winter (Gleithörnchen halten keinen Winterschlaf) die Nahrung knapp ist, nehmen sie auch mit Nadeln und Rinde vorlieb. In Baumhöhlen legen sie auch Nahrungsvorräte an.

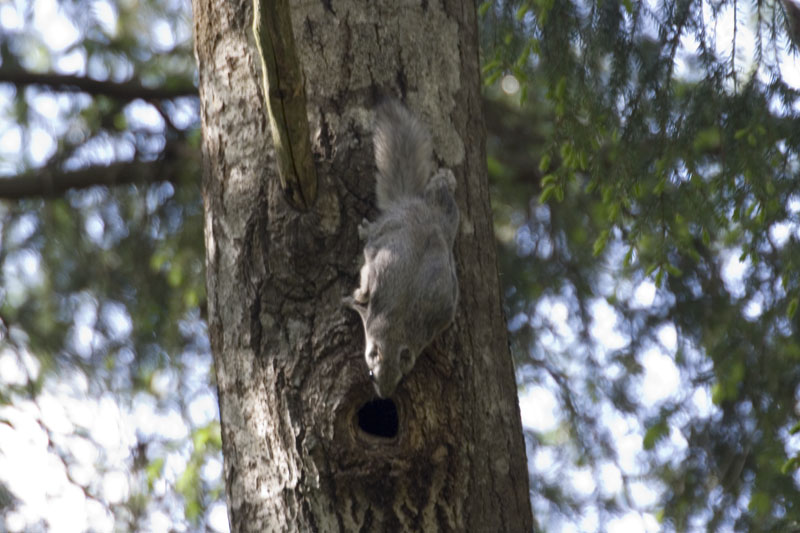
Gleithörnchen kehrt in sein Nest zurück.

Nach einer Tragzeit von vier Wochen bringt das Weibchen im Frühling zwei bis vier Junge zur Welt. Sie sind zunächst blind und nackt. Die Augen öffnen sich erst nach vier Wochen. Zu diesem Zeitpunkt ist auch das Haarkleid entwickelt. Bereits zwei Wochen später verlassen die Jungen erstmals das Nest. Beim Muttertier bleiben sie oft noch einige Monate, manchmal auch den Winter hindurch. Gleithörnchen-Weibchen leben normalerweise allein in ihrem 4 bis 9 Hektar großen Revier. Andere Weibchen werden im Revier nicht geduldet. Das Revier des Gleithörnchen-Männchens ist bis zu 60 Hektar groß und beinhaltet mehrere Reviere von weiblichen Tieren. Die Reviere der männlichen Tiere können sich überschneiden. Vor allem im Winter können sich mehrere Männchen dasselbe Nest teilen. Normalerweise treffen männliche und weibliche Tiere nur zur Paarungszeit (März bis Mai) aufeinander.
Die ärgsten Feinde der Europäischen Gleithörnchen sind Baummarder, Zobel und verschiedene Arten von Eulen.

## Menschen und Gleithörnchen
Vor allem in Russland werden Gleithörnchen wegen ihres Fells gejagt, das unter Namen wie „Molenda“ oder „Fliegender Hund“ in den Handel kommt. Oft wird das Fell gefärbt und als Pelzbesatz an Kleidern angebracht.

## Gefährdung und Schutz

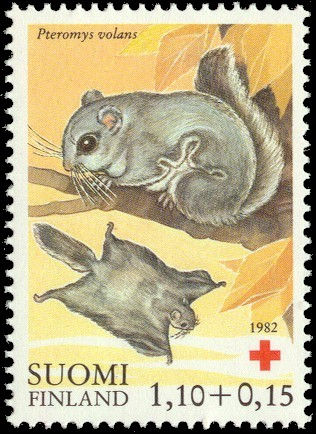
Finnische Briefmarke

Der Bestand des Europäischen Gleithörnchens ist global gesehen nicht gefährdet, da es ein sehr großes Verbreitungsgebiet hat. Regional ist es jedoch mancherorts bedroht, so steht es in Finnland und Estland auf der nationalen Roten Liste und ist in Estland das Symboltier des Estnischen Naturschutzfonds.
Nach neuesten Zählungen gibt es in Finnland rund 140.000 weibliche Gleithörnchen. Der Bestand ist in den letzten 20 Jahren dramatisch gesunken. Von den Gleithörnchen der Europäischen Union leben weit über 90 Prozent in Finnland. In Lettland gilt das Gleithörnchen als ausgestorben.
Eine große Bedrohung geht durch die Fragmentierung von Wäldern aus. Zudem haben bewirtschaftete Wälder tendenziell weniger Laubbäume, die besonders im Winter eine wichtige Nahrungsquelle darstellen. Besonders in der Mongolei wird der Lebensraum der Gleithörnchen durch Waldbrände beschränkt. 
Das Europäische Gleithörnchen wird von der Europäischen Union in den Anhängen II und IV der FFH-Richtlinie als prioritäre Art geführt und gilt damit als streng zu schützende Art von gemeinschaftlichem Interesse, für deren Erhaltung von den Mitgliedsstaaten besondere Schutzgebiete ausgewiesen werden müssen.